# 상보성 (물리학)
양자역학에서 상보성 원리(相補性原理, complementarity principle)는 양자역학적 물체가 어떤 실험을 하느냐에 따라 파동 또는 고전적 입자의 성질을 보인다는 원리이다. 코펜하겐 해석의 기본 원리이며, 입자의 파동-입자 이중성과 관련이 있다. 닐스 보어가 코펜하겐의 연구소에서 불확정성 원리를 해명하기 위하여 도입하였다.
상호보완성은 전통적인 좁은 의미에서 양자 역학적인 하나의 대상이 예를 들면 빛과 같이 경우에 따라 입자 혹은 파동으로 행동할 수 있는 것을 의미한다. 그러나 절대 동시에 입자이며 파동일수는 없다는 점에서 상호보완성이라고 부른다. 대상이 가진 입자성을 더욱 명확하게 하려고 하면 할수록 대상의 파동성은 더욱 찾아볼 수 없게 되어 버린다.

## 배경
상호보완성의 개념이 큰 의미를 갖는 것은 이것이 어떤 물리적 실재의 특정한 성질들을 측정할 수 있거나 알 수 있는지를 말해줄 뿐만 아니라, 더욱 중요하게 물리적 세계속에 존재하는 대상의 성질을 얼마나 한계지을 수 있는지를 정량적으로 말해주기 때문일 것이다. 물리적 실재에 대한 모든 성질들은 상보적으로 쌍을 이룬 켤레(conjugate)로서만 존재한다고 닐스 보어는 말하고 있다. 따라서 물리적 현실은 켤레를 이루는 물리량들을 상보적 속성이 결정하는 한계내에서 명확하게 하는 과정을 통해 정의되고 결정된다고 할 수 있다. 예를 들면, 하나의 전자가 존재한다고 하자. 이때 위치와 운동량이 상보적인 관계에 있는 물리량이다. 만약 이 전자의 위치를 더욱 명확하게 하려고 하면, 이에 대하여 상보적인 관계에 있는 전자의 운동량에 대한 정보는 그만큼 반대 급부로 불명확해진다. 이것은 전자의 위치를 명확히 말할 수 있는 정확도의 한계가 존재한다는 것을 의미한다. 만약 전자의 위치 자체를 명확히 할 수 있게 되면 그에 반하여 전자의 운동량은 정의되지 않게 되어 버린다. 이는 상호보완성의 원리에서 봤을 때, 이것은 불가능하기 때문에 대상의 물리적 성질의 측정의 한계가 존재한다는 것이다. 이러한 측정의 궁극적인 한계는 하이젠베르크의 불확정성 원리에 의해 정량적으로 구할 수 있다. 상보성과 불확정성의 논의를 바탕으로 한 양자 이론은 물리적 세계의 성질과 운동들이 본질적으로 결정되어 있지 않다는 미결정론을 제기하면서 향후 철학적 논쟁을 이끈다.
상보성과 파동 입자 이중성은 양자역학이 가진 독특한 특성이다. 그리고 이에 대한 이론적, 실험적인 연구들은 수차례 노벨 물리학상의 대상이 되었다. 그리고 과거 100여 년 동안 알베르트 아인슈타인, 닐스 보어, 베르너 하이젠베르크 등을 포함한 저명한 물리학자들 사이에서 활발히 토론되었던 내용이다.

## 실험적 접근
이처럼 양자 물리의 영역은 일견 상당히 혼란스럽게 보인다. 간섭과 회절을 일으키는 빛은 에너지를 광양자의 다발로 공급한다. 공간을 직선으로 움직이면서 충돌을 하는 전자 또한 파동처럼 간섭무늬를 만든다. 그러나 이러한 혼란 속에서도 이에 준하는 질서는 존재한다. 빛과 전자의 거동은 똑같은 방법으로 혼돈을 준다. 왜냐하면 빛이나 전자 모두 다 파동과 입자의 특성을 나타내기 때문이다. 양자물리의 기초를 만든 덴마크의 물리학자 닐스 보어는 이중성의 양립에 관한 이론을 정립하고 이를 상보성이라고 불렀다. 그의 개념에 의하면 양자 현상은 상보적인 성질을 가진다. 즉, 입자 또는 파동으로 나타나는 이중성도 실험의 종류에 따라 하나의 성질로만 나타난다는 것이다. 각각의 에너지나 운동량의 변화를 조사하기 위한 실험에서는 입자의 성질이 나타나고 공간의 에너지 분포를 조사하기 위한 실험에서는 파동의 성질이 나타난다. 파동의 성질을 나타내는 빛과 입자의 성질을 나타내는 빛은 서로 보완하는 관계에 있어서 빛을 이해하기 위해서 두 가지가 모두 필요하다.

## 같이 보기
- 광전 효과
- 물질파